# Abborrtjärnen (Lima socken, Dalarna, 675580-137830)
Abborrtjärnen är en sjö i Malung-Sälens kommun i Dalarna och ingår i Dalälvens huvudavrinningsområde.